# جمال‌آباد (کوهرنگ)
جمال‌آباد روستایی است در شهرستان کوهرنگ، بخش بازفت، استان چهارمحال و بختیاری.